# (72535) 2001 DX100
(72535) 2001 DX100 – planetoida z pasa głównego asteroid okrążająca Słońce w ciągu 3,91 lat w średniej odległości 2,48 j.a. Odkryta 16 lutego 2001 roku.